# Sofia Carson
Sofia Daccarett Char, cunoscută sub numele de Sofia Carson (n. 10 aprilie 1993, Fort Lauderdale, Florida, SUA) este o cântăreață și actriță americană.
Prima apariție a ei în televiziune a fost ca invitată la Show-ul Disney Channel, Austin & Ally. În 2015, ea a apărut ca Evie, fiica Reginei cea Rea, în filmul original Disney Channel - Descendenții. În 2016 a apărut ca Lola Parez, în Noile aventuri ale dădacelor, în Tini: Marea Schimbare a Violettei ca Melanie Sanchez și ca Tessa în A Cinderella Story: If the Shoe Fits și în 2022 in filmul „Purple Hearts”.

## Filmografie
| Anul | Titlul filmului                      | Rolul           | Note          |
| ---- | ------------------------------------ | --------------- | ------------- |
| 2016 | Tini: Marea Schimbare a Violettei    | Melanie Sanchez |               |
| 2016 | A Cinderella Story: If the Shoe Fits | Tessa/Bella     | Rol principal |

| Anul       | Titlul filmului de televiziune          | Rolul        | Note                         |
| ---------- | --------------------------------------- | ------------ | ---------------------------- |
| 2014       | Austin & Ally                           | Chelsea      | Episodul 53                  |
| 2014       | Faking It                               | Soleil       | Episodul 3 și 7              |
| 2015       | Descendenții                            | Evie         | Film de televiziune          |
| 2015-2017  | Descendeții: Lumea celor răi            | Evie         | Voce                         |
| 2016, 2018 | Soy Luna                                | Sofia Carson | Episodul 71 și 72            |
| 2016       | Walk the Prank                          | Sofia Carson | Noile aventuri ale dădacelor |
| 2016       | Noile aventuri ale dădacelor            | Lola Perez   | Film de televiziune          |
| 2017       | Descendenții 2                          | Evie         | Film de televiziune          |
| 2019       | Pretty Little Liars: The Perfectionists | Ava Jalali   | Rol principal                |
| 2019       | Descendenții 3                          | Evie         | Film de televiziune          |
| 2020       | Elena din Avalor                        | Maliga       | voce                         |
| 2020       | Songbird                                | Sara         |                              |

## Legături externe
- Site web oficial
- Sofia Carson la Internet Movie Database